# Strudiella devonica
Strudiella devonica (лат.) — вид ископаемых членистоногих, обнаруженный в девонских отложениях в Бельгии (385—360 млн лет). Название рода Strudiella дано по имени местонахождения в Бельгии, где найден типовой экземпляр (Famennian Strud locality), видовое название — по имени геологического периода.
Первоначально вид S. devonica рассматривался как нимфа насекомого из группы Pterygota, однако затем было заявлено о его возможной принадлежности к ракообразным.

## Описание
Согласно первоначальному описанию, тело вытянутое и узкое, длина 8,0 мм, ширина — 1,7 мм. Усики из 10 члеников, скапус короткий, но очень широкий. Глаза крупные, расположены в задней части головы. Мандибулы треугольной формы. Грудь крупная, широкая, отделённая от брюшка и головы. Шесть ног. Брюшко состоит из 10 сегментов. Бёдра и голени длинные.